# Kim jest Harry Kellerman i dlaczego wygaduje o mnie te okropne rzeczy?
Kim jest Harry Kellerman i dlaczego wygaduje o mnie te okropne rzeczy? (ang. Who Is Harry Kellerman and Why Is He Saying Those Terrible Things About Me?) – amerykański film komediowy z 1971 roku w reżyserii Ulu Grosbarda. Premiera filmu odbyła się w Nowym Jorku 15 czerwca 1971 roku.

## Obsada
- Dustin Hoffman – Georgie Soloway
- Barbara Harris – Allison Densmore
- Jack Warden – Dr Solomon F. Moses
- David Burns – Leon Soloway
- Gabriel Dell – Sidney Gill
- Betty Walker – Margot Soloway
- Rose Gregorio – Gloria Soloway
- Dom DeLuise – Irwin Marcy
- Regina Baff – Ruthie Tresh
- David Galef – Leonard Soloway
- Ed Zimmermann – Peter Halloran
- Amy Levitt – Susan

## Ekipa
- Reżyser – Ulu Grosbard
  - Asystent reżysera – Peter R. Scoppa
- Scenariusz] – Herb Gardner
- Muzyka – Shel Silverstein
- Zdjęcia – Victor J. Kemper
- Montaż – Barry Malkin
- Casting – Shirley Rich
- Scenografia – Harry Horner, Leif Pederen
- Kostiumy – Anna Hill Johnstone
- Dźwięk – Jack C. Jacobsen
- Efekty specjalne – Joseph Weintraub, Bernard Hajdenberg

## Nagrody
- 1971 – nominacja do Oscara dla najlepszej aktorki drugoplanowej dla Barbary Harris